# Déguel HaTorá
Déguel haTorá (en hebreo: דגל התורה; tdl. ‘Bandera de la Torá’) es un partido político ultraortodoxo asquenazí del Estado de Israel, con una pequeña representación (2-3 escaños en la Knéset, el Parlamento de Israel).
En 2005, Déguel HaTorá formó parte de la coalición gubernamental que apoyó a Ariel Sharón como primer ministro de Israel. 
El partido Déguel HaTorá representa a los judíos ultraortodoxos de origen lituano, los cuales también son conocidos con el nombre de mitnagdim, estos judíos son diferentes de los judíos jasídicos seguidores del Baal Shem Tov, que están representados por el partido político Agudat Israel. En ocasiones estos partidos compiten entre sí contra otros, pero con frecuencia unen sus fuerzas en una alianza política llamada Judaísmo Unido de la Torá (Yahadut Hatorah Hameuḥedet).
Déguel HaTorá fue creado como partido independiente por el rabino Elazar Shach en 1988, escindiéndose de Agudat Israel por diferencias con el jasidismo. El partido "Bandera de la Torá", se opone a la Bandera del Estado de Israel, ya que esta bandera representa ideas con las que el partido no desea identificarse. El rabino Shach murió en 2001. En 2006, el consejero rabínico del partido Déguel HaTorá era el rabino de 90 años Yosef Shalom Eliashiv de Jerusalén.

## Resultados electorales
| Año       | Líder                     | Votos                     | %                         | Resultado | +/-         | Gob                    |
| --------- | ------------------------- | ------------------------- | ------------------------- | --------- | ----------- | ---------------------- |
| 1988      | Yitzhak-Meir Levin        | 34.279 (#13)              | 1,5                       | 2/120     |             | Gobierno               |
| 1992      | Dentro de Yahadut HaTorah | Dentro de Yahadut HaTorah | Dentro de Yahadut HaTorah | 1/120     | 1           | Oposición              |
| 1996      | Dentro de Yahadut HaTorah | Dentro de Yahadut HaTorah | Dentro de Yahadut HaTorah | 2/120     | 1           | Gobierno               |
| 1999      | Dentro de Yahadut HaTorah | Dentro de Yahadut HaTorah | Dentro de Yahadut HaTorah | 2/120     | Sin cambios | Gobierno               |
| 2003      | Dentro de Yahadut HaTorah | Dentro de Yahadut HaTorah | Dentro de Yahadut HaTorah | 2/120     | Sin cambios | Oposición              |
| 2006      | Dentro de Yahadut HaTorah | Dentro de Yahadut HaTorah | Dentro de Yahadut HaTorah | 2/120     | Sin cambios | Oposición              |
| 2009      | Dentro de Yahadut HaTorah | Dentro de Yahadut HaTorah | Dentro de Yahadut HaTorah | 2/120     | Sin cambios | Gobierno               |
| 2013      | Dentro de Yahadut HaTorah | Dentro de Yahadut HaTorah | Dentro de Yahadut HaTorah | 3/120     | 1           | Oposición              |
| 2015      | Dentro de Yahadut HaTorah | Dentro de Yahadut HaTorah | Dentro de Yahadut HaTorah | 2/120     | 1           | Gobierno               |
| Abr.-2019 | Dentro de Yahadut HaTorah | Dentro de Yahadut HaTorah | Dentro de Yahadut HaTorah | 4/120     | 2           | Elecciones anticipadas |
| Sep.-2019 | Dentro de Yahadut HaTorah | Dentro de Yahadut HaTorah | Dentro de Yahadut HaTorah | 3/120     | 1           | Elecciones anticipadas |
| 2020      | Dentro de Yahadut HaTorah | Dentro de Yahadut HaTorah | Dentro de Yahadut HaTorah | 3/120     | 1           | Gobierno               |
| 2021      | Dentro de Yahadut HaTorah | Dentro de Yahadut HaTorah | Dentro de Yahadut HaTorah | 4/120     | 1           | Oposición              |
| 2022      | Dentro de Yahadut HaTorah | Dentro de Yahadut HaTorah | Dentro de Yahadut HaTorah | 4/120     | Sin cambios | Gobierno               |

- Datos: Q922070
- Multimedia: Degel HaTorah / Q922070